# 2058 Róka
2058 Róka è un asteroide della fascia principale del diametro medio di circa 21,36 km. Scoperto nel 1938, presenta un'orbita caratterizzata da un semiasse maggiore pari a 3,1174873 UA e da un'eccentricità di 0,1533584, inclinata di 2,54110° rispetto all'eclittica.
Denominato in onore di Gedeon Róka, divulgatore scientifico ungherese.